# Centro para el progreso médico
El Centro para el progreso médico  (en inglés Center for Medical Progress (CMP)) es una organización provida fundada por David Daleiden en 2013 El CMP es conocido por producir grabaciones encubiertas que provocaron una controversia sobre Planned Parenthood en 2015; CMP estableció una compañía falsa para hacerse pasar por compradores de tejido fetal y registrar en secreto a los funcionarios de Planned Parenthood durante las reuniones.
El CMP publicó vídeos editados de las discusiones que hicieron parecer que Planned Parenthood tenía la intención de beneficiarse del tejido fetal, aunque los videos completos sin editar mostraron que Planned Parenthood solo solicitó una tarifa para cubrir los costos sin ningún beneficio. Un gran jurado en el Condado de Harris (Texas), no tomó ninguna medida contra Planned Parenthood, pero acusó a Daleiden y a un segundo empleado de CMP por cargos de felonía por alterar registros gubernamentales e intentar comprar órganos humanos. Los cargos se retiraron seis meses después, pero en marzo de 2017, Daleiden y el segundo empleado de CMP fueron acusados de 15 delitos graves en California, uno por cada una de las personas que habían filmado sin consentimiento, y uno por conspiración criminal para invadir la privacidad. Planned Parenthood también demandó a CMP y Daleiden por fraude e invasión de la privacidad, afirmando que los vídeos fueron editados engañosa mente para crear una falsa impresión de irregularidades.

## Organización
David Daleiden formó el Centro para el Progreso Médico en 2013 después de trabajar para Live Action durante cinco años. Fue el director de investigación de esa organización "durante las primeras etapas" del proyecto para hacer grabaciones secretas de las clínicas de Planned Parenthood. Los miembros de la junta del CMP incluyen a Daleiden, Troy Newman y Albin Rhomberg y reciben asesoramiento, consultoría y fondos de Operation Rescue. Su sitio web inicialmente describió a la organización como "dedicada a informar y educar tanto al público laico como a la comunidad científica sobre los últimos avances en medicina regenerativa, terapias basadas en células y disciplinas relacionadas". Inicialmente fue registrado por Daleiden como una organización benéfica de biomedicina exenta de impuestos, pero después de las preguntas sobre el estado de exención de impuestos del grupo, la misión declarada de la organización se cambió a "un grupo de periodistas ciudadanos dedicados a monitorear e informar sobre ética médica y avances "

## Controversia de videos encubiertos
La organización de Daleiden creó una compañía falsa de investigación biomédica, llamada Biomax Procurement Services. Bajo este disfraz, se hicieron pasar por compradores potenciales de tejidos y órganos fetales abortados, y registraron en secreto a los funcionarios de Planned Parenthood durante las reuniones. CMP lanzó versiones editadas de estos vídeos, que promovió mostrando a los funcionarios de Planned Parenthood "regateando precios por 'partes de bebés'. Cuando los videos completos, sin editar, estuvieron disponibles, en su lugar mostraron "un ejecutivo de Planned Parenthood diciendo repetidamente que sus clínicas quieren cubrir sus costos, no ganar dinero, al donar tejido fetal de abortos para investigación científica" Según el abogado de Planned Parenthood, Roger K. Evans, Biomax propuso "contratos de adquisición simulados", que ofrecen $ 1,600 para tejidos fetales de hígado y timo.
Los videos y las acusaciones atrajeron una amplia cobertura mediática y revitalizaron el Debate político sobre el aborto estadounidense a largo plazo. Como resultado de los vídeos, se iniciaron cinco investigaciones separadas del Congreso sobre Planned Parenthood. Se propuso un proyecto de ley para desembolsar Planned Parenthood, pero no se aprobó en el Senado el 3 de agosto de 2015. Varios estados cortaron los contratos y fondos para Planned Parenthood después de los videos, independientemente de si Planned Parenthood proporcionó servicios de aborto en esos estados. Un editorial en The New England Journal of Medicine fue muy crítico con el Centro para el Progreso Médico, describiendo los vídeos como parte de una "campaña de desinformación" de una organización que "tuerce los hechos".
La red de televisión TeleSUR enumeró al Centro para el Progreso Médico como uno de los "7 grandes fanáticos de 2015" por "atacar los derechos de las mujeres en los Estados Unidos".
Media Matters for America nombró al Centro para el Progreso Médico como su "Mal informador del año" para 2015.

### Demandas civiles contra el CMP
A raíz de la publicación de los vídeos, la Federación Nacional del Aborto demandó al Centro para el Progreso Médico. En septiembre de 2015, dos tribunales dictaminaron que Daleiden y el Centro para el Progreso Médico deben entregar documentos privados y someterse a declaraciones sobre cómo organizaron su picadura de video, y podrían exigirle a Daleiden que entregue documentación y detalles del operación, y proporcionar el material en bruto completo que recopiló mientras se hacía pasar por un ejecutivo de la firma ficticia de adquisición de tejidos Biomax. El 4 de diciembre de 2015, el juez de la Corte Suprema de los Estados Unidos, Anthony Kennedy, negó una apelación de emergencia del Centro para el Progreso Médico para bloquear la orden de los tribunales inferiores que requeriría que CMP divulgue los nombres de sus donantes.
El 15 de enero de 2016, Planned Parenthood inició una demanda en el tribunal federal de distrito de San Francisco contra el CMP, alegando que el grupo y sus miembros, al establecer una empresa de adquisición de tejidos falsos y usar identidades falsas para organizar reuniones privadas involucradas en el cable y fraude postal en violación de la Ley de Organizaciones Corruptas e Influentes de Racketeer ( Ley RICO),  invadió ilegalmente la privacidad y participó en grabaciones secretas ilegales y allanamientos . Daleiden y el CMP argumentaron que estaban ejerciendo sus derechos de la Primera Enmienda, en un esfuerzo por desestimar la demanda, pero sus argumentos fueron rechazados por los tribunales y se permitió que la demanda continuara.

### Procesos penales
El 25 de enero de 2016, se hicieron públicos los hallazgos de un gran jurado del Condado de Harris (Texas), que investigaba el asunto. El gran jurado eximió a Planned Parenthood de cualquier irregularidad y acusó a dos empleados de CMP. David Daleiden fue acusado de un delito grave de alteración de un registro gubernamental al hacer una licencia de conducir falsa y un cargo de delito menor relacionado con la compra de órganos humanos; otra empleada del centro, Sandra Merritt, fue acusada de un cargo de manipulación de un registro gubernamental. Los cargos de Texas contra Daleiden y Merritt, sin embargo, finalmente se retiraron debido a preguntas sobre la autoridad del gran jurado para acusar a Daleiden y Merritt, debido a la extensión del mandato del gran jurado, y el fiscal de distrito Devon Anderson declaró "El gran jurado tomó la investigación donde los hechos lo llevaron; sin embargo, la ley de Texas limita lo que se puede investigar después de que se emita una orden de extensión del gran jurado. A la luz de esto y después de una cuidadosa investigación y revisión, esta oficina desestimó las acusaciones ".
El 13 de junio de 2016, un juez de Texas desestimó el cargo de delito menor de compra y venta de órganos humanos debido a un tecnicismo en la acusación del fiscal del Condado de Harris. Al día siguiente, la Oficina del Fiscal de Distrito del Condado de Harris (Texas) dijo que no combatiría la decisión. La fiscalía no proporcionó pruebas de que los honorarios ofrecidos o pagados por las partes fetales abortadas no estuvieran cubiertos por excepciones como el médico o los gastos de transporte.
El 28 de marzo de 2017, Daleiden y Merritt fueron acusados de 15 delitos graves en el Estado de California, uno por cada una de las personas que habían filmado sin consentimiento, y uno por conspiración criminal para invadir la privacidad. El abogado de Daleiden, Steve Cooley, ha solicitado la desestimación de todos los cargos, basándose en el hecho de que los acusadores no figuran en la acusación, lo que evitaría que Daleiden y Merritt confrontaran a sus acusadores, en violación de sus derechos de la Sexta Enmienda a la Constitución de los Estados Unidos.
El 21 de junio de 2017, catorce de los cargos fueron desestimados, con permiso para enmendar, por ser legalmente insuficientes. "Dejar enmendar" significa que a los fiscales se les permitió la opción de volver a presentar los cargos con más detalles; los fiscales lo hicieron en algún momento durante la semana del 3 de julio, y los quince cargos de delito grave contra Daleiden y Merritt están activos nuevamente.
En septiembre de 2019, se celebró una audiencia en San Francisco para determinar si los afiliados del Centro para el Progreso Médico David Daleiden y Sandra Merritt deberían ir a juicio por quince cargos criminales de delitos graves de invasión de la privacidad.  En esta audiencia, los abogados de Daleiden disputaron la orden por la cual agentes del Departamento de Justicia de California ingresaron a la casa de Daleiden y confiscaron computadoras y dispositivos de almacenamiento digital, junto con algunos documentos de identificación falsos en abril de 2016. Sin embargo, el tribunal negó su afirman que Daleiden estaba protegido por la Ley de Escudo de California por actuar como periodista ciudadano, porque el Departamento de Justicia tenía suficientes causas probables de actividad criminal para realizar las incautaciones.

### Juicio por jurado civil
Después de la audiencia penal de septiembre de 2019, Planned Parenthood y otros afectados por los videos de Daleiden iniciaron un juicio con jurado civil contra los afiliados del Centro para el Progreso Médico Daleiden, Merritt y también Troy Newman, Albin Rhomberg y Gerardo Adrian López en un tribunal federal . Están siendo acusados de fraude, incumplimiento de contrato, grabación ilegal de conversaciones, conspiración civil y también violación de la ley federal contra el crimen organizado.